# Deported
Deported is een Amerikaanse misdaadfilm uit 1950 onder regie van Robert Siodmak. De film werd destijds in Nederland uitgebracht onder de titel Gedeporteerd.

## Verhaal
De Amerikaanse misdadiger Vic Smith wordt naar Italië gedeporteerd. Daar zet hij zijn criminele loopbaan gewoon verder. Al snel controleert Smith de zwarte markt. Wanneer hij verliefd wordt op een Italiaanse gravin, zegt hij zijn misdadigersbestaan vaarwel.